# Taejo (Goryeo)
König Taejo (koreanisch 태조) (* 21. Januar 877 in der Gegend um Songak, Königreich Silla; † 4. Juli 943 in Songak, Goryeo), während seiner Zeit als Herrscher unter dem Namen König Wang Geon (왕건) bekannt, war der Gründer des Goryeo-Reiches (고려) und der 1. König der von ihm gegründeten Goryeo-Dynastie (고려왕조) (918–1392) in Korea. Er wurde postum mit dem Namen Taejo geehrt, was übersetzt so viel bedeutet wie „Großer Gründer“.

## Leben
Wang Geon wurde am 21. Januar 877 in der Gegend um Songak (송악), dem späteren Kaesŏng (개성), in eine Familie der Oberschicht hineingeboren, die ihre Ursprünge auf den Adel Goguryeos zurückführte. Sein Vater war Sejo (세조) (Wang Ryung) (왕륭). Sein Großvater Jakjegeon (작제건) dominierte mit ein paar anderen einflussreichen Personen seinerzeit den maritimen Handel der Region.
Im späten 9. Jahrhundert war das Vereinigte Silla-Reich in Auflösung begriffen. Es gab Aufruhr und Aufstände, unter denen sich die Machtverteilung neu ordnete und die als spätere drei Königreiche bezeichneten Späteres Goguryeo, Späteres Baekje und ein Rest des ehemaligen Sillas entstanden. In ersterem herrschte König Gungye (궁예), der sich als zunehmend despotisch verhielt und von seinen Generälen abgesetzt wurde. Einer dieser Generäle war Wang Geon, der unter König Gungye zu militärischen Ehren gelangte und nach König Gungyes Absetzung von den Generälen zunächst zum Sijung (시중) (Premierminister) des Reiches ernannt wurde.
918 ergriff er als König die Macht und benannte das Goguryeo-Reich in Goryeo um, aus dessen Namen dann später der Name Korea entstand. Er verlegte die Hauptstadt des Reiches zu seiner Heimatstadt Songak und unterstrich damit einerseits den Anspruch, einen neuen Staat gründen zu wollen und andererseits sicherte er sich damit die Unterstützung der Oberschicht jener Region, aus der er stammte. Im Unterschied zu seinem Vorgänger machte Wang Geon deutlich, dass er der Nachfolger des ehemaligen Goguryeo-Reiches sei, dessen Grenzen er wieder herstellen wollte. Doch zunächst war ihm daran gelegen die drei Königreiche wieder zu vereinen. Kriegerische Auseinandersetzungen folgten, in denen das Militär Goryeos siegreich hervorging und so konnte Wang Geon im Jahr 935 die Kapitulation des Silla-Reiches erreichen und kurze Zeit später die des Späteren Baekje-Reichs.
Nach der Zusammenführung der drei Reiche kamen aus dem nördlichen Balhae (발해), das bereits im Jahr 926 an die mongolischen Kitan gefallen war, zunehmend Flüchtende aus der Oberschicht, die von Wang Geon wohlwollend aufgenommen wurden und er ihnen Land zuteilwerden ließ.
Wang Geon hatte während seiner Zeit als König insgesamt sechs Königinnen zur Frau und bediente sich bei weiteren 23 Damen des Hofes, die allesamt aus den früheren Reichen Silla, Baekje und Goguryeo stammten. Auch vergab er seinen Nachnamen Wang sowie andere Nachnamen an lokale Eliten, die ihn unterstützten. Dies hatte zur Folge, dass es einen sprunghaften Zuwachs an Familienmitgliedern und Klans gleichen Namens zu seiner Zeit gab.

## Königlicher Palast
919, ein Jahr nach der Gründung des Goryeo-Reiches ließ König Wang Geon an den südlichen Ausläufern des Bergs Songak, nahe seiner Heimatstadt, den königlichen Palast Manwoldae (만월대) errichten. Der Palast, dessen Name mit „Vollmondterrasse“ übersetzt werden kann, war der Sitz aller nachfolgenden Könige der Goryeo-Dynastie bis zur Zerstörung des Palastes im Jahr 1361 durch die von Norden einfallenden Roten Turbane.

## Die Zehn Verfügungen
Wang Geon verfasste zum Ende seines Lebens im Jahr 943 „Die Zehn Verfügungen“, im koreanischen Hunyo Sipcho (훈요십조) genannt. Das Dokument macht nachvollziehbar, was ihn bewegte und was seine Ziele für die Bildung und die Erhaltung des Königreiches waren. Er verfasste das Dokument, um damit seinen Nachfolgern Rat und Handlungsanweisung für die Weiterentwicklung des Goryeo-Reiches zu geben. Wang Geon hob in seinen Verfügungen besonders die Bedeutung des Buddhismus für die Erhaltung der Gesellschaft und des Staates hervor. Auch war ihm die Empfehlung wichtig, bei Baumaßnahmen die Lehre der Geomantie nicht außer Acht zu lassen, da er glaubte, das Himmel und Erde in Harmonie gehalten werden müssen.
Die Zehn Verfügungen sind zurzeit nur in chinesischer und koreanischer Schrift (Hangeul) über die Wikipedia in vollem Umfang zugänglich, und in einer englischen Übersetzung nur zum Teil über die Columbia University of New York.

## Tod

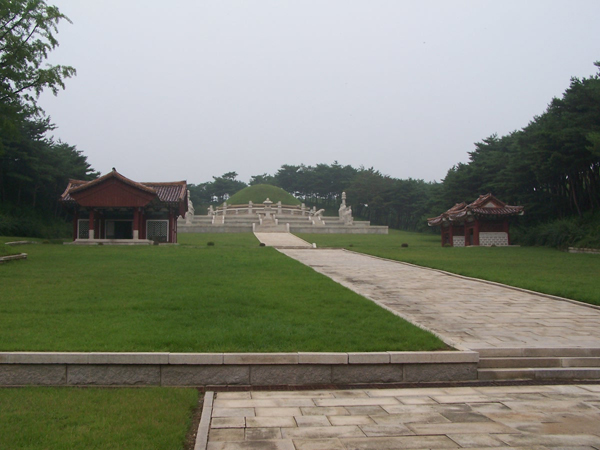
Grabmal von König Taejo

König Wang Geon verstarb am 4. Juli 943 und wurde posthum König Taejo genannt. Er fand seine letzte Ruhestätte im königlichen Grabmal Hyŏllŭng nahe der heutigen Stadt Kaesŏng in Nordkorea.